# کلیسای گریگور روشنگر مقدس (کارمیراوانک، هایکادزور)
کلیسای گریگور روشنگر مقدس (کارمیروانک) (ارمنی: Սուրբ Գրիգոր Լուսավորիչ եկեղեցի, Կարմիրվանք؛ انگلیسی: Karmirvank) یک کلیسا متعلق به کلیسای حواری ارمنی واقع در شهر هایکادزور، استان شیراک ارمنستان می‌باشد. ساخت و ساز این ساختمان در سده ۱۳ام میلادی؛ به پایان رسید. این بنا به سبک معماری ارمنی طراحی شده است.

## نگارخانه

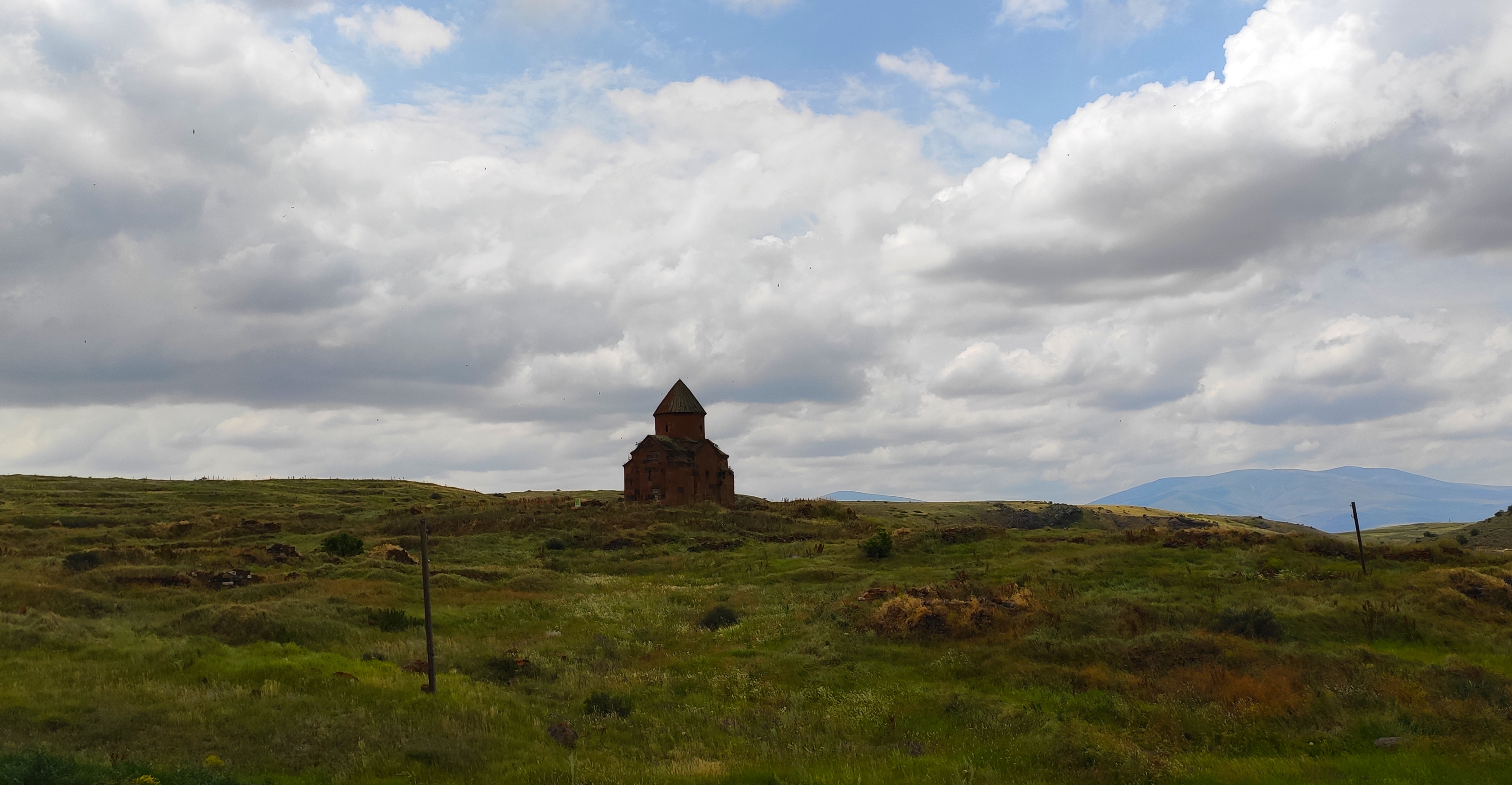
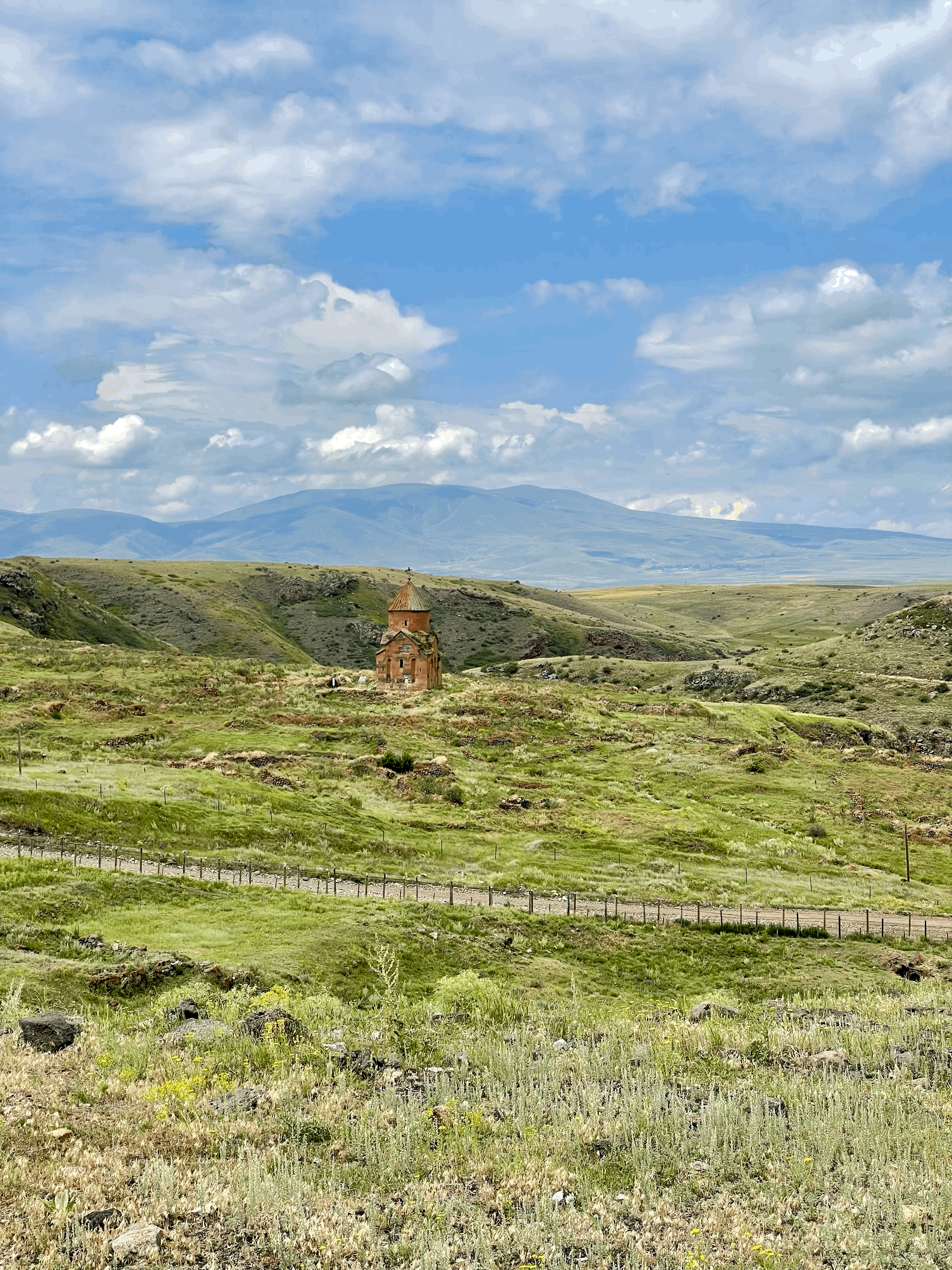